# Cephalanthera pusilla
Cephalanthera pusilla är en orkidéart som först beskrevs av Joseph Dalton Hooker, och fick sitt nu gällande namn av Gunnar Seidenfaden. Cephalanthera pusilla ingår i släktet skogsliljor, och familjen orkidéer. Inga underarter finns listade i Catalogue of Life.